# Josip Čorak
Josip Čorak (14. června 1943 Rastoka – 28. listopadu 2023) byl jugoslávský zápasník. Startoval v obou stylech, větších úspěchů však dosáhl v zápasu řecko-římském. V roce 1972 vybojoval na olympijských hrách v Mnichově v kategorii do 90 kg stříbrnou medaili. V roce 1970 vybojoval 4. a v roce 1971 6. místo na mistrovství světa. V roce 1969 vybojoval zlato a v roce 1970 bronz na mistrovství Evropy.
Portál Gospić.hr uvedl k jeho úmrtí, že pohřeb se uskuteční na záhřebském hřbitově Mirogoj v pondělí 4. prosince ve 14 hodin.